# Бортовий залп

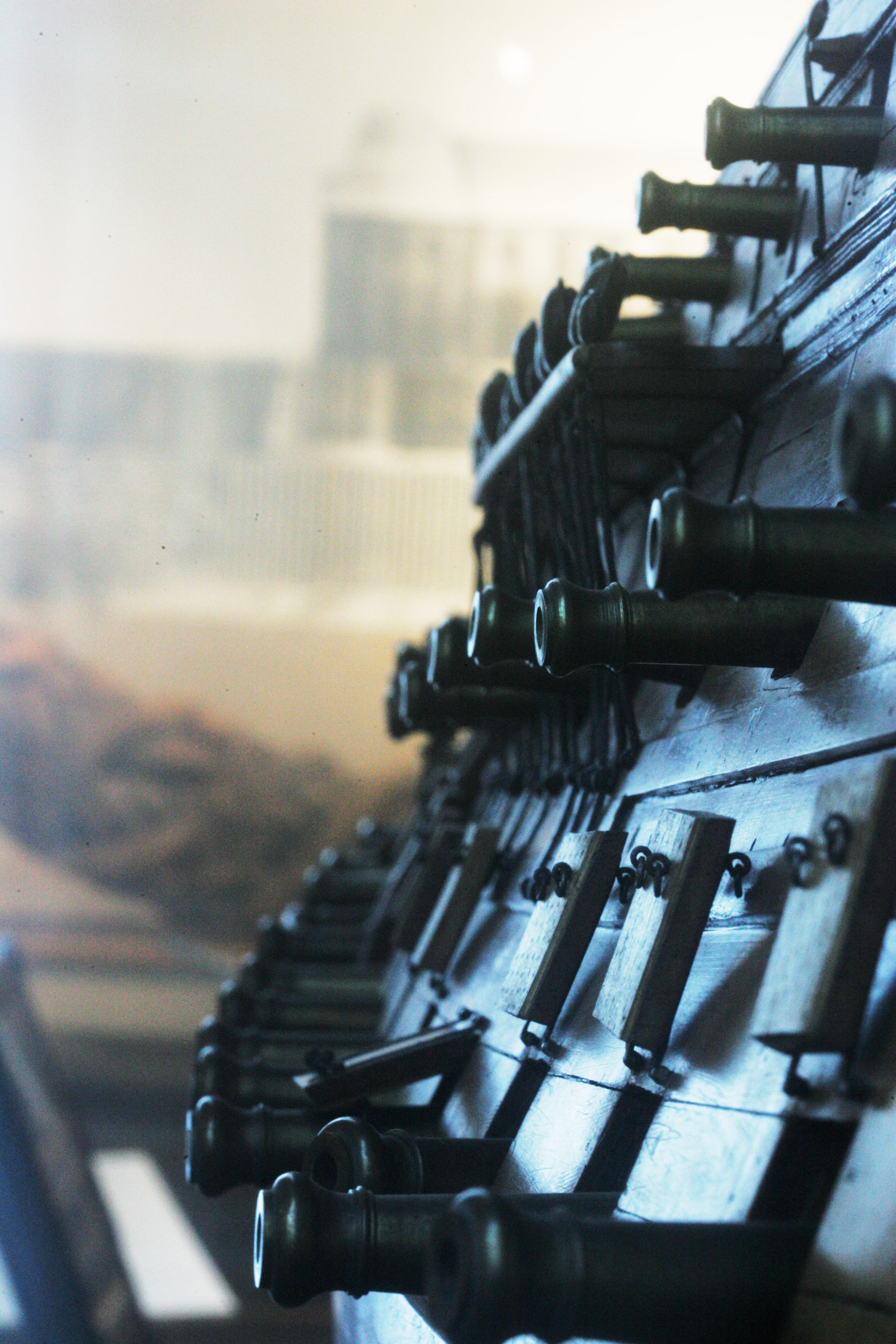
Борт французького вітрильника

Бортовий залп — одночасний (або майже одночасний) постріл батареї гармат з одного борту корабля у морській війні.

## Епоха вітрил
В епоху вітрил (і в ранні роки епохи пари), кораблі мали довгі ряди гармат, розташовані з кожного боку вздовж корпусу (батарейне компонування), які могли стріляти лише в одну сторону: постріл усіх гармат з одного боку корабля називався «бортовим залпом»; постріл усіх гармат з обох боків називався подвійним бортовим залпом. Гармати мановара XVIII сторіччя були точними тільки на невеликих відстанях і їх проникаюча здатність теж була посередньою, з чого випливало, що товсті борти дерев'яних кораблів можуть бути пробиті тільки на невеликих дистанціях. Ці дерев'яні кораблі дедалі ближче підпливали один до одного, поки вогонь гармат не ставав ефективним. Кожен намагався першим здійснити бортовий залп, що часто було вирішальним фактором у бою для однієї з сторін, коли вона калічила інший корабель.

## Як вимірювання

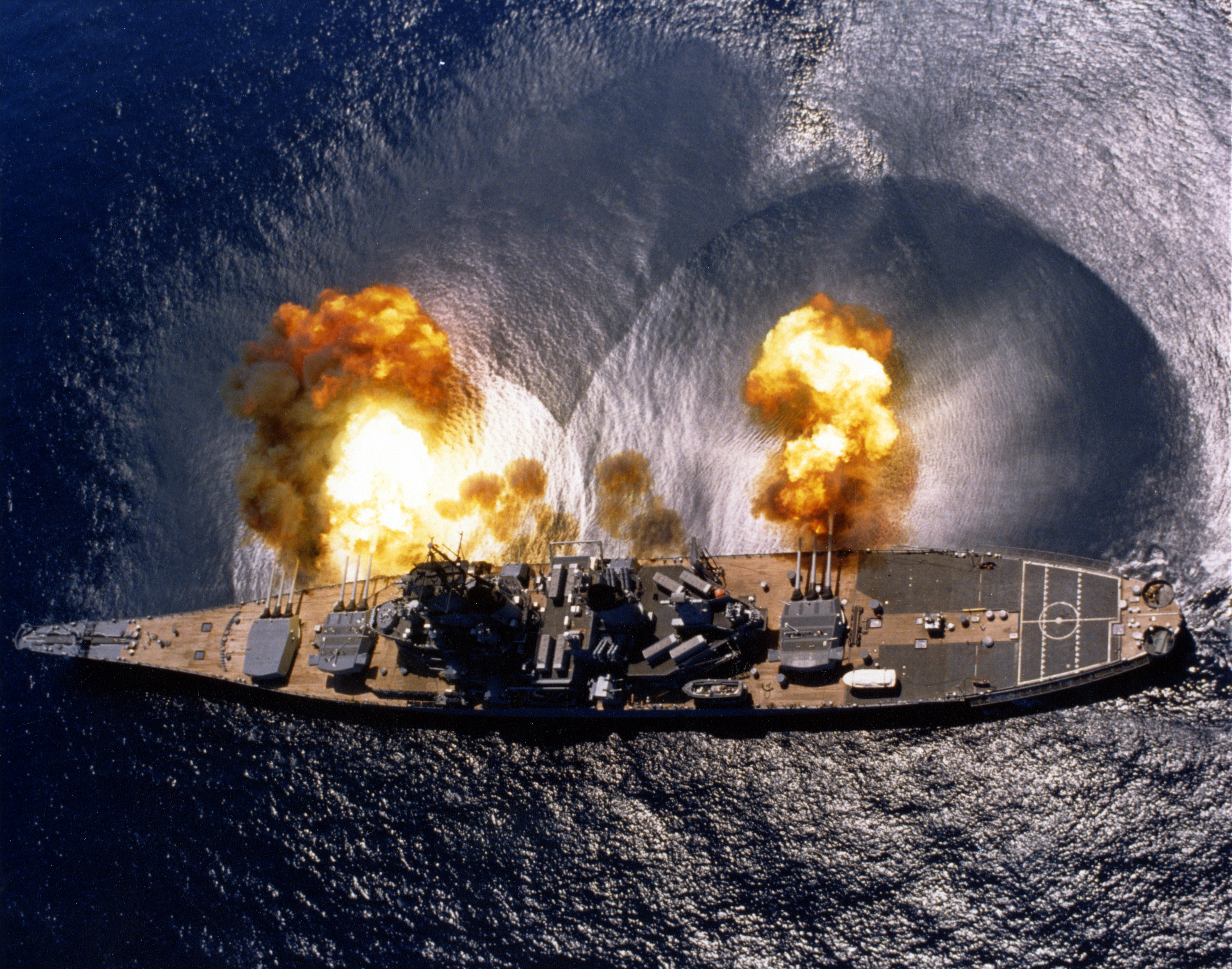
USS Айова здійснює бортовий залп з своїх гармат (1984 р.).

Додатково, термін бортовий залп стосується міри максимальної одночасної вогневої моці корабля, яка може бути спрямована на одну ціль, оскільки така концентрація зазвичай досягається веденням вогню всім бортом. Це розраховується множенням маси снарядів головного озброєння корабля та кількості пострілів з гармат, які одночасно можуть бути використані. Якщо деякі турелі не здатні вести вогонь в жоден бік корабля, враховується тільки кількість гармат яка веде вогонь в якусь зі сторін. Наприклад, американський лінійний корабель Iowa мав головне озброєння з дев'яти 16-дюймових (406 мм) гармат у турелях, які всі могли вести вогонь в напрямку одного борту. Кожен 16-дюймовий снаряд важив 2 700 фунтів (1 200 кг), що після множення на дев'ять (загальна кількість гармат на всіх турелях) дорівнювало разом 24,300 фунтам (11,022 кг). Таким чином, лінійні кораблі типу Айова мали бортовий залп вагою 12 коротких тонн (11,0 тонн), маса снарядів, яку теоретично вони могли спрямовані на ціль за один підхід.
Дивіться перелік бортових залпів великих кораблів Другої світової війни для порівняння.

## Також дивіться
- Загороджувальний вогонь
- Залп
- Вогонь на придушення

## Рекомендована література
- George Dorsey, «When a U.S. Battleship Fires a Broadside [Архівовано 2 квітня 2015 у Wayback Machine.]», The New York Times Magazine, 30 December 1917. (англ.)